# Шуликовка
Шуликовка (укр. Шуліківка) — село, относится к Беловодскому району Луганской области Украины.
Население по переписи 2001 года составляло 401 человек. Почтовый индекс — 92816. Телефонный код — 6466. Занимает площадь 2,56 км². Код КОАТУУ — 4420689801.

## Местный совет
92816, Луганська обл., Біловодський р-н, с. Шуліківка, вул. Кірова, 23  (укр.)